# سبدساز دم‌خط‌خطی
سبدساز دم‌خط‌خطی (نام علمی: Asthenes maculicauda)، گونه‌ای از پرندگان خانواده مرغان تنورساز است که در آرژانتین، بولیوی و پرو یافت می‌شود. زیستگاه طبیعی آن علفزارهای نیمه‌گرمسیری یا گرمسیری در ارتفاعات است.